# شيعاب (المسيمير)

تعديل مصدري - تعديل

شيعاب هي إحدى قرى عزلة المسيمير بمديرية المسيمير التابعة لمحافظة لحج، بلغ تعداد سكانها 59 نسمة حسب تعداد اليمن لعام 2004.